# Resolució 1368 del Consell de Seguretat de les Nacions Unides
La Resolució 1368 del Consell de Seguretat de les Nacions Unides fou adoptada per unanimitat el 12 de setembre de 2001. Després d'expressar la seva determinació per combatre les amenaces a la pau i la seguretat internacionals causades per actes de terrorisme i reconeixent el dret de defensa personal individual i col·lectiva, el Consell va condemnar els atemptats de l'11 de setembre als Estats Units.
El Consell de Seguretat va condemnar enèrgicament els atacs a Nova York, Washington D.C. i Pennsilvània, i va considerar que els incidents eren una amenaça per a la pau i la seguretat internacionals. Va expressar simpatia i condol a les víctimes i les seves famílies i al govern federal dels Estats Units.
La resolució va demanar a tots els països que cooperessin per portar els responsables, organitzadors i patrocinadors dels atacs davant la justícia i responsabilitzar-ne als responsables de donar suport o acollir als responsables, organitzadors i patrocinadors. Es va demanar a la comunitat internacional que incrementés els esforços per reprimir i prevenir activitats terroristes mitjançant la cooperació i aplicació de convencions antiterroristes i resolucions del Consell de Seguretat, en particular la resolució 1269 (1999).
La resolució 1368 va concloure amb el Consell expressant la seva disposició a adoptar mesures per respondre als atacs i combatre totes les formes de terrorisme d'acord amb la Carta de les Nacions Unides.